# Goran Višnjić
Goran Višnjić (Šibenik, Croàcia, 9 de setembre de 1972) és un actor croat establert a Hollywood. És conegut pel paper del Dr. Luka Kovać en la sèrie nord-americana ER (1999-2008). Entre 2016 i 2018 va interpretar a Garcia Flynn en la sèrie Timeless (sèrie de televisió).